# 诺曼·麦克雷
诺曼·麦克雷（英語：Norman Macrae，1923年—2010年6月11日）是一位英国经济学家、记者、作家，获得过大英帝國勳章和旭日章，主要作品有《天才的拓荒者：冯·诺伊曼传》（John Von Neumann: The Scientific Genius Who Pioneered the Modern Computer, Game Theory, Nuclear Deterrence, and Much More）等。